# Ligeti Juliska
Ligeti Juliska, Weichand (Budapest, 1877. december 8. – Budapest, 1945. június 20.) színésznő, a Nemzeti Színház örökös tagja.

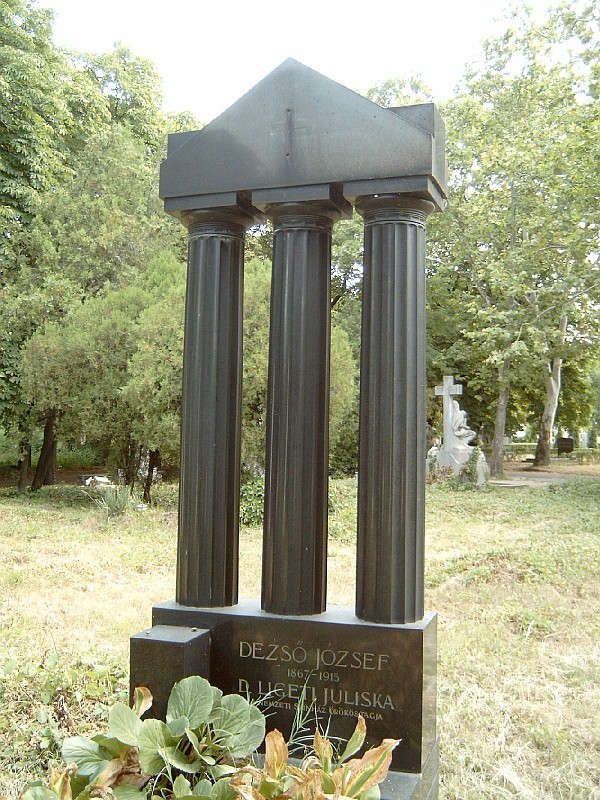
Sírja a Fiumei úti sírkertben (26/1-4-9)

## Életútja
Weichand Antal és Fust Rozália leánya. Már mint színiakadémiai növendék feltűnt a Virágfakadás című vígjáték vizsgaelőadásán. A fiatal növendéket a közönség zajos tapsokkal, a sajtó pedig nagy elismeréssel tüntette ki. Erről a szerepléséről a Fővárosi Lapok színikritikusa így emlékezett meg: "Ma végre találtunk az ifjú hölgyek közt is egy figyelemreméltó tehetséget, Ligeti Juliska személyében. Talán ő lesz az a naiva, akit nagy idő óta keresünk, aki a naiv elemet, a tiszta bájt nem a csucsorodó ajkon, hanem a lényében hordja. Finom, diszkrét és mégis agilis és szeretetreméltó." Erre az elismerő kritikára és erre a nagy sikerre való tekintettel a Nemzeti Színház igazgatósága 1895. június 1-jén a fiatal növendéket leszerződtette naivának és szubrettnek. Ligeti Juliska ekkor már kész művésznő volt és mégsem stagnált, hanem úgyszólván szerepről-szerepre fejlődött. 1897. április 6-án elnyerte a Farkas–Ratkó-díjat. Másik játszótársa pedig Rózsahegyi Kálmán lett, akivel különösen Gárdonyi Géza darabjaiban nyújtott felejthetetlen alakításokat. Ligeti Juliska nemcsak a szalonbeli bakfisokat tudta játszani, hanem a kedves falusi libácskákat is. És ebben a tekintetben valamennyi elődje fölött állt. A magyar naivákból az idősebb Lendvaynétől kezdve hiányzott a jellegzetes magyar elem, ami Ligeti Juliskában csaknem Blaháné-szerű mértékben volt meg. Tehetségének ezt az új oldalát Gárdonyi Géza A bor című falusi történetében mutatta meg először, amikor is olyan tőrülmetszett falusi "jércelány"t mutatott be, melynél különbet a zseniális szerző sem képzelhetett el. Sok kedveset és szépet produkált addig is, de a Bor Rozijaként elérte művészete zenitjét. Emlékezetes alakításai voltak az Egér Mártájaként, Cyprienne-ként, Mary Annként, Fanchett szerepébe (Figaro házassága) és többi naiva- és szubrett-szerepeiben, de a Borban, az Annuskában, a Falusi verebekben, a Csongor és Tünde Ilonájaként és az Elnémult harangok Kisójaként, ezekben a magyar paraszt szerepekben mégis csak közelebb férkőzött a közönséghez. Szív, kedély, szendeség, pajkosság és amellett sok finomság jellemezte művészetét. Haladó életkorával könnyűszerrel lépett át a naivákból a menyecske szerepkörbe és amilyen kitűnő Rozi volt a Borban, később éppen olyan kitűnő Baracsné lett. Érdemei elismeréséül 1921. szeptember 19-én kinevezték a Nemzeti Színház örökös tagjává, 1924. június 21-én pedig a Nemzeti Színház aranygyűrűjével tüntették ki.

## Magánélete
Strelisky Sándor fényképész és Béni Irma színésznő fogadott lánya volt. 1903. november 12-én férjhez ment Dezső Józsefhez, a Nemzeti Színház tagjához. Lánya Dezső Mária Anna (1904–?) volt, aki 1929-ben Aigner Vilmos Károly kereskedő felesége lett.

## Fontosabb színházi szerepei
- Márta (Pailleron: Az egér)
- Balbine (ifj. Dumas: A nők barátja)
- Szunyog Rozi, Eszter (Gárdonyi Géza: A bor)
- Annuska (Gárdonyi Géza)
- Sylvette (Rostand: Regényesek)
- Gina (Ibsen: A vadkacsa)
- Kati (Garamszeghy I.: Matyólakodalom)
- Lindéné (Ibsen: Nóra)
- Gertruda (Goldoni: A legyező)
- Postamesterné (Zilahy Lajos: Süt a nap)
- Kotormánné (Bibó L.: Eszter)

## Filmszerepei
- Elcserélt ember (1938) - Pongrácz István édesanyja
- Süt a nap (1939) - özv. Sámsonné
- Semmelweis (1939) - Semmelweis Ignác anyja
- Dankó Pista (1940) - Jáky Ilonka anyja
- Balkezes angyal (1940-41) - Klári anyja
- Szerető fia, Péter (1942) - Zsófi